# Penicillium glabrum
Penicillium glabrum je rastlinski patogen, ki napada predvsem jagode. Plesen tvori pigment sklerotiorin. 